# Mark Mídler
Mark Mídler   (Moscou, 24 de setembre de 1931 - Moscou, 31 de maig de 2012) fou un tirador d'esgrima rus, especialista en floret, que va competir sota bandera de la Unió Soviètica durant les dècades de 1950 i 1960.
Durant la seva carrera esportiva va prendre part en quatre edicions dels Jocs Olímpics d'Estiu, el 1952, 1956, 1960 i 1964. Els millors resultats els va obtenir als Jocs de Roma de 1960 i de Tòquio de 1964, on va guanyar la medalla d'or en la prova de sabre per equips del programa d'esgrima.
En el seu palmarès també destaquen onze medalles al Campionat del Món d'esgrima, sis d'or, tres de plata i dues de bronze, entre les edicions de 1957 i 1967. Guanyà quatre edicions de la Copa d'Europa (1965, 1966, 1967, 1968) formant part de l'equip del CSKA. A nivell nacional fou sis vegades campió soviètic, el 1954, 1955, 1956, 1957, 1963, 1965.
Una lesió a la mà l'obligà a retirar-se, tot passant a exercir d'entrenador a partir de 1967. Fou entrenador de les seleccions soviètiques i russes als Jocs Olímpics de 1980, 1992, 1996 i 2000.